# حقوق و نقد
حقوق و نقد (به انگلیسی: Law and Critique) (چاپ: ISSN 0957-8536, آنلاین: ISSN 1572-8617) یک مجله حقوق سه سالانه است که با انجمن مطالعات انتقادی حقوق از نزدیک درگیر است. این مجله در سال ۱۹۹۰ با همکاری کنفرانس انتقادی حقوق تأسیس شد. «حقوق و نقد» به همه جنبه‌های نظریه حقوقی، فقه و حقوق ماهوی دیدگاه انتقادی دارد و تأثیر انواع مکاتب فکری در تحقیقات حقوقی (از قبیل پسامدرنیسم، فمینیسم، نظریه کوئیر، نظریه انتقادی نژاد، رویکردهای ادبی به حقوق، روانکاوی، حقوق و زیبایی‌شناسی، پسااستعمارگرایی) را پوشش می‌دهد.
این مجله به هیچ دانشکده حقوقی وابسته نیست.